# Stenhomalus v-fuscum
Stenhomalus v-fuscum là một loài bọ cánh cứng trong họ Cerambycidae.